# النماص (إب)

تعديل مصدري - تعديل

النماص محلة تابعة لقرية المناخ، التابعة لعزلة ميتم بمديرية إب إحدى مديريات محافظة إب في الجمهورية اليمنية.، بلغ تعداد سكانها 24 حسب تعداد اليمن لعام 2004.